# The Last of Our Kind
Chansons représentant la Suisse au Concours Eurovision de la chanson
Time to Shine
(2015) Apollo
(2017)

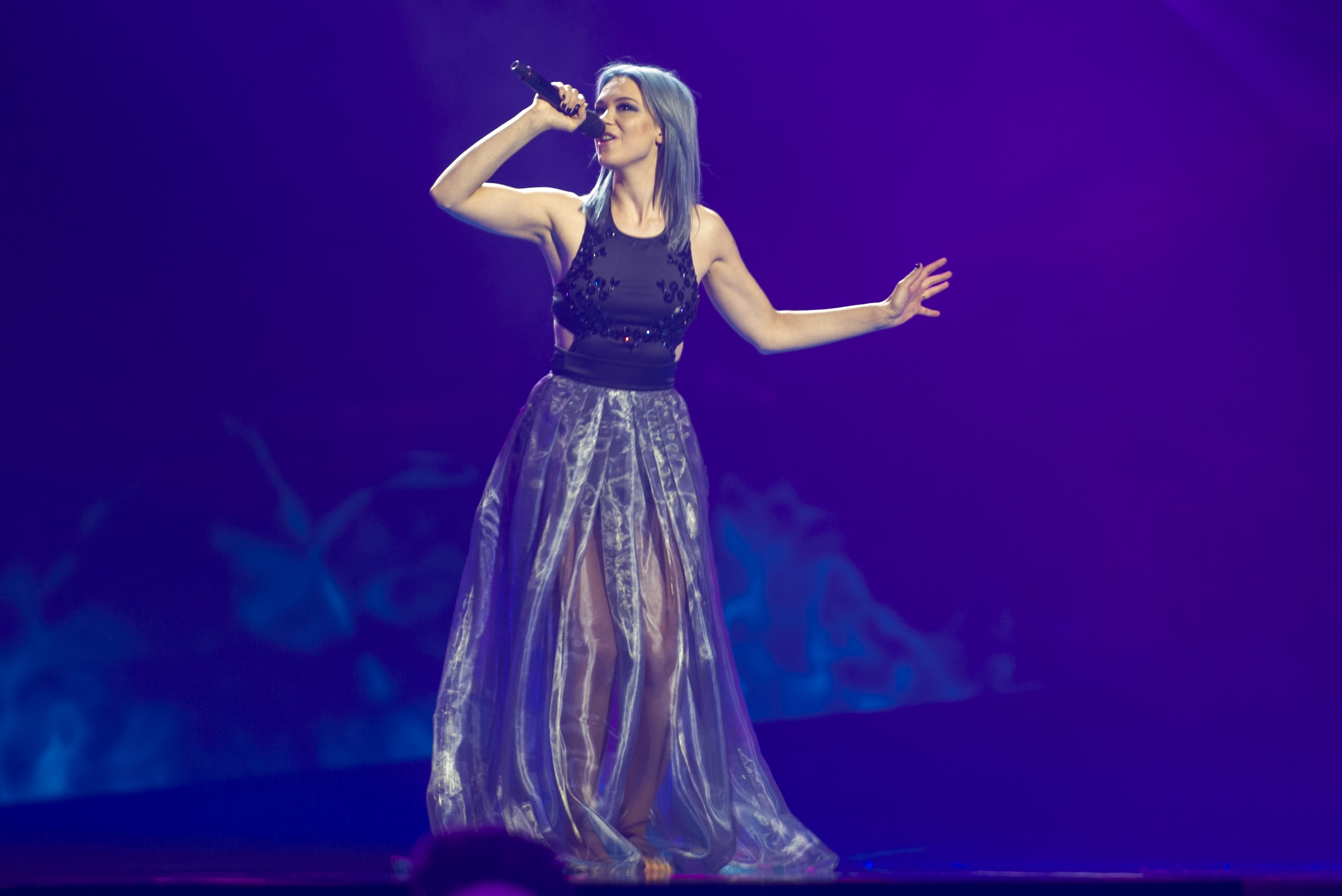
Rykka, pays représenté : Suisse, avec la chanson "The Last of Our Kind" durant une répétition avant la seconde demi-finale du Concours Eurovision de la chanson 2016.

The Last of Our Kind (en français « Les derniers de notre espèce ») est la chanson de Rykka qui représente la Suisse au Concours Eurovision de la chanson 2016 à Stockholm.
Le 12 mai 2016, lors de la 2de demi-finale, elle termine à la 18e et dernière place avec 28 points et par conséquent n'est pas qualifiée pour la finale.